# ستریبرو
ستریبرو (به لاتین: Stříbro) یک منطقهٔ مسکونی در جمهوری چک است که در ناحیه تاخوو واقع شده‌است. ستریبرو ۷٬۷۴۶ نفر جمعیت دارد.

## خواهرخوانده
شهر فانو (ایتالیا) خواهرخواندهٔ ستریبرو هست.